# Politični obraz leta
Politični obraz leta je nagrada in častni naziv, ki ga je leta 2009 in 2010 podelila Revija Obrazi na podlagi glasovanja bralcev – ti so izbirali med politiki, ki jih je v preteklem letu ... najbolj navdušil/-a s svojo osebnostjo, jih prepričal/-a s pokončno držo in pozitivnimi dejanji ... ali pa mu/ji je po njihovem mnenju na političnem parketu kar najmanjkrat spodrsnilo.
Zaradi neplačevanja dolgov je NKBM objavila dražbo zastavljenih znak v lasti Dela Revij, med drugim tudi Politični obraz leta. Na dražbi, ki je potekala 11. avgusta 2011, je družba KBM Leasing (članica skupine NKBM) kupila po izklicni ceni 10,14 milijona evrov (brez DDV-ja) blagovne znamke Dela Revij.

## Seznam
| Št. | Leto | Nominiranci | Politični obraz leta |
| --- | ---- | --- | -------------------- |
| 1.  | 2009 | Janez Janša Zmago Jelinčič Plemeniti Katarina Kresal Matej Lahovnik Ljudmila Novak Borut Pahor Danilo Türk Jernej Vrtovec Samuel Žbogar Radovan Žerjav | Katarina Kresal      |
| 2.  | 2010 | Karl Erjavec Zmago Jelinčič Plemeniti Ljubica Jelušič Darko Krajnc Katarina Kresal Borut Pahor Lojze Peterle Danilo Türk                               | Karl Erjavec         |